# خلدرس‌واده
خلدرس‌واده (به هلندی: Gelderswoude) یک منطقهٔ مسکونی در هلند است که در زوترواده واقع شده‌است. خلدرس‌واده ۱٫۰۴ کیلومتر مربع مساحت و ۹۰ نفر جمعیت دارد.